# Bryan Ruiz
Bryan Jafet Ruiz González (ur. 18 sierpnia 1985 w San José) – były kostarykański piłkarz grający na pozycji ofensywnego pomocnika bądź cofniętego napastnika. 
Był wychowankiem klubu Alajuelense. W 2006 roku wyjechał do Europy, gdzie grał m.in. w Twente, Fulham czy Sportingu. Po 14 latach, w 2020, powrócił do rodzimego klubu. Przez wiele lat był kapitanem reprezentacji Kostaryki. Okazał się liderem i jedną z kluczowych postaci historycznego sukcesu Kostaryki, awansu do ćwierćfinału Mistrzostw Świata 2014.

## Kariera klubowa
Karierę piłkarską Ruiz rozpoczął w LD Alajuelense z miasta Alajuela. W jej też barwach zadebiutował w kostarykańskie Primera División. W klubie tym stworzył tercet w ataku wraz z Rolando Fonsecą i Froylanem Ledezmą. W 2004 roku wygrał Puchar Mistrzów CONCACAF, a w 2005 roku wywalczył z Alajuelense mistrzostwo Kostaryki.
W lipcu 2006 roku Ruiz podpisał 4-letni kontrakt z belgijskim KAA Gent, do którego trafił również jego rodak Randall Azofeifa. W Eerste Klasse Ruiz zadebiutował 5 sierpnia 2006 roku w przegranym 1:3 domowym spotkaniu z Excelsiorem Mouscron. 16 grudnia strzelił pierwszego gola w lidze belgijskiej w meczu z KVC Westerlo. W pierwszym sezonie w Gent był rezerwowym, ale już w sezonie 2007/2008 był podstawowym zawodnikiem Gent. 8 grudnia 2007 w meczu z KSC Lokeren (4:2) ustrzelił hat-tricka. Obok Irlandczyka Dominica Foleya był z 11 golami najskuteczniejszym zawodnikiem Gent. Natomiast w sezonie 2008/2009 ponownie był najlepszym strzelcem Gent i tym razem zdobył 12 bramek.
15 lipca 2009 roku Ruiz przeszedł do holenderskiego FC Twente z Enschede. Kosztował 5 milionów euro i podpisał z nim 4-letni kontrakt. W Eredivisie zadebiutował 1 sierpnia 2009 w wygranym 2:0 wyjazdowym spotkaniu ze Spartą Rotterdam i w debiucie zdobył gola.
31 sierpnia 2011 przeszedł za 10,6 miliona funtów do klubu Premier League - Fulham. W 2014 roku był wypożyczony do holenderskiego PSV Eindhoven.
W 2015 roku przeszedł do portugalskiego Sportingu. W klubie spędził trzy lata. Rozegrał w nim we wszystkich rozgrywkach ponad 100 spotkań. Zdobył Taça da Liga w sezonie 2017/18 oraz Supertaça Cândido de Oliveira w 2015 roku.
W 2018 roku podpisał kontrakt z Santosem FC. Po nieudanej przygodzie w Brazylii, 23 lipca 2020 roku podpisał kontrakt z LD Alajuelense. Tym samym powrócił do klubu, w którym rozpoczynał karierę.

## Kariera reprezentacyjna
W reprezentacji Kostaryki Ruiz zadebiutował w 2005 roku. W tym samym roku znalazł się w kadrze Kostaryki na Złoty Puchar CONCACAF 2005. Występował w kwalifikacjach do Mistrzostw Świata w Niemczech, jednak nie został powołany na ten turniej. Wystąpił na Złotym Pucharze CONCACAF 2011. W 2013 roku został kapitanem drużyny narodowej. 
Kluczowym momentem w karierze reprezentacyjnej Ruiza okazały się Mistrzostwach Świata 2014. Kostaryka trafiła do grupy z Urugwajem, Włochami oraz Anglii. W nazywanej przez ekspertów "grupie śmierci" niewielu dawało Kostaryce szanse na awans. Prawdopodobieństwo wyceniano na 1:50. W pierwszym meczu  drużyna Los Ticos sensacyjnie wygrała jednak z Urugwajem 3:1, a Ruiz rozegrał 83 minuty. W następnym spotkaniu Kostaryka mierzyła się z Włochami. W zwycięskim 1:0 pojedynku Bryan Ruiz zdobył kluczową bramkę, zapewniając awans z najtrudniejszej grupy. Wystąpił także w ostatnim meczu grupowym z Anglią (0:0). W 1/8 finału Kostarykę czekał mecz z Grecją. Ruiz zdobył w nim bramkę, a w serii rzutów karnych wykorzystał swoją jedenastkę. W ćwierćfinale Los Ticos mierzyli się z Holandią, gdzie po 120. minutach zremisowali 0:0. W serii jedenastek Ruiz spudłował, a Kostaryka przegrała 4:2 i odpadła z turnieju. Był to największy sukces piłkarski w historii tego kraju. Sam Ruiz okazał się kluczową postacią tej drużyny, a po turnieju podkreślił jedność zespołu i dumę z  tak wielkiego osiągnięcia.
W kolejnych latach Ruiz znalazł się w składzie Kostaryki na Złoty Puchar CONCACAF 2015 oraz Złoty Puchar CONCACAF 2017. W 2018 roku został powołany do kadry mistrzostwa świata. Zagrał tam we wszystkich spotkań, jednak Kostaryka nie wyszła z grupy. W starciu ze Szwajcarią wykonywał rzut karny po którym to strzale piłka odbiła się od poprzeczki i wpadła do bramki po rykoszecie Yanna Sommera. Wystąpił również na Złotym Pucharze CONCACAF 2019. Zdobył tam gola w meczu z Meksykiem, a Kostaryka odpadła w ćwierćfinale. Znalazł się w kadrze na Złoty Puchar CONCACAF 2021. Strzelił na nim bramkę w grupowym meczu z Jamajką, a jego zespół przegrał z Kanadą w ćwierćfinale.
28 stycznia 2022 zdobył zwycięską bramkę w meczu z Panamą (1:0) w eliminacjach do Mundialu w Katarze. Było to jego ostatnie trafienie w reprezentacyjnej karierze. Gol ten okazał się bardzo ważny, dał Kostaryce trzy punkty, które w końcowym rozrachunku zapewniły jej awans do baraży interkontynentalnych, a potem na finałowy turniej. Został powołany na Mistrzostwa Świata 2022. Na turnieju rozegrał jedynie 29 minut meczu z Hiszpanią, przegranego aż 0:7. Był to ostatni występ Ruiza w reprezentacji Kostaryki. Po mistrzostwach zakończył karierę. W drużynie narodowej rozegrał 147 meczów, strzelając 29 bramek. Przez 9 lat był kapitanem reprezentacji, a przez kibiców uznawany był za legendę kostarykańskiej piłki.

## Statystyki

### Klubowe
| Sezon   | Klub                 | Kraj       | Rozgrywki        | Mecze | Bramki |
| ------- | -------------------- | ---------- | ---------------- | ----- | ------ |
| 2004/05 | LD Alajuelense       | Kostaryka  | Primera División | 31    | 13     |
| 2005/06 | LD Alajuelense       | Kostaryka  | Primera División | 35    | 8      |
| 2006/07 | KAA Gent             | Belgia     | Eerste Klasse    | 16    | 3      |
| 2007/08 | KAA Gent             | Belgia     | Eerste Klasse    | 31    | 11     |
| 2008/09 | KAA Gent             | Belgia     | Eerste Klasse    | 32    | 12     |
| 2009/10 | FC Twente            | Holandia   | Eredivisie       | 34    | 24     |
| 2010/11 | FC Twente            | Holandia   | Eredivisie       | 27    | 9      |
| 2011/12 | FC Twente            | Holandia   | Eredivisie       | 4     | 2      |
| 2011/12 | Fulham FC            | Anglia     | Premier League   | 27    | 2      |
| 2012/13 | Fulham FC            | Anglia     | Premier League   | 29    | 5      |
| 2013/14 | Fulham FC            | Anglia     | Premier League   | 12    | 0      |
| 2013/14 | PSV Eindhoven (wyp.) | Holandia   | Eredivisie       | 14    | 5      |
| 2014/15 | Fulham FC            | Anglia     | Championship     | 15    | 3      |
| 2015/16 | Sporting CP          | Portugalia | Primeira Liga    | 34    | 8      |
| 2016/17 | Sporting CP          | Portugalia | Primeira Liga    | 32    | 2      |
| 2017/18 | Sporting CP          | Portugalia | Primeira Liga    | 20    | 2      |
| 2018    | Santos FC            | Brazylia   | Série A          | 12    | 0      |
| 2019    | Santos FC            | Brazylia   | Série A          | 0     | 0      |
| 2020    | Santos FC            | Brazylia   | Série A          | 0     | 0      |
| 2020/21 | Alajuelense          | Kostaryka  | Primera División | 40    | 7      |
| 2021/22 | Alajuelense          | Kostaryka  | Primera División | 42    | 2      |
| 2022/23 | Alajuelense          | Kostaryka  | Primera División | 13    | 2      |

### Reprezentacyjne
| Kostaryka | Kostaryka | Kostaryka |
| Rok       | Występy   | Gole      |
| --------- | --------- | --------- |
| 2005      | 7         | 1         |
| 2006      | 2         | 0         |
| 2007      | 6         | 2         |
| 2008      | 8         | 4         |
| 2009      | 10        | 2         |
| 2010      | 6         | 0         |
| 2011      | 7         | 0         |
| 2012      | 3         | 0         |
| 2013      | 11        | 3         |
| 2014      | 12        | 5         |
| 2015      | 13        | 3         |
| 2016      | 10        | 2         |
| 2017      | 13        | 1         |
| 2018      | 10        | 2         |
| 2019      | 7         | 1         |
| 2020      | 0         | 0         |
| 2021      | 13        | 2         |
| 2022      | 9         | 1         |
| Razem     | 147       | 29        |

## Osiągnięcia
Alajuelense
- Liga Mistrzów CONCACAF: 2004
- Copa Interclubes UNCAF: 2005
- Primera División de Costa Rica: Apertura 2005, Clausura 2006, Apertura 2020
- Liga CONCACAF: 2020

Twente
- Eredivisie: 2009/10)
- Puchar Holandii: 2010/11
- Superpuchar Holandii: 2010, 2011

Sporting CP
- Taça da Liga: 2017/18
- Supertaça Cândido de Oliveira: 2015

Kostaryka
- Ćwierćfinał Mistrzostw Świata 2014
- Copa Centroamericana: 2014

Indywidualne
- Piłkarz Roku CONCACAF: 2016
- Gol Roku CONCACAF: 2014
- Drużyna Roku CONCACAF: 2015, 2016, 2017
- Piłkarz sezonu Twente: 2010